# Яндекс Транспорт
Яндекс Транспорт — навигационное приложение для перемещения по городу без личного автомобиля, разработанное российской интернет-компанией «Яндекс», поддержка которого была прекращена в мае 2020 года из-за дублирования функций с «Яндекс.Картами». «Транспорт» отображал движение общественного транспорта (автобусов, троллейбусов, трамваев и маршрутных такси) и строил маршруты с его использованием, сообщал о доступности прокатных велосипедов и машин каршеринга.

## История
С 2011 года слои с остановками общественного транспорта и отображением движений транспортных средств в режиме реального времени были реализованы в «Яндекс Картах» в нескольких регионах России. Однако в рамках основного приложения они не приобрели популярности: по статистике компании только 6 % строили маршруты с использованием городского транспорта, а слой с отображением движения транспортных средств был активирован у 0,001 % пользователей — нескольких сотен человек в день. В ходе исследования аудитории команда геолокационных сервисов «Яндекса» пришла к выводу, что 55 % пользователей карт пользуются общественным транспортом, и около трети из них предпочли бы специализированное приложение для этого сценария использования.
Это приложение, ориентированное на пользователей без личного транспорта, было разработано в 2013—2014 годах на базе библиотеки Yandex MapKit и выпущено на iOS и Android в конце марта 2014 года под именем «Яндекс.Транспорт». На старте возможность отслеживания движения общественного транспорта было доступно пользователям из Московской области, Казани, Новосибирска, Нижнего Новгорода, Омска и Перми. В этих городах парк общественного транспорта был оснащён передатчиками GPS/ГЛОНАСС и местные власти были готовы предоставить данные спутникового мониторинга. В Москве возможность отслеживания движения транспорта была введена только в 2015 году, поскольку столичные власти отказывались предоставить «Яндексу» необходимую информацию. Переговоры об этом шли с 2011 года, и только после личной встречи главы интернет-компании Аркадия Воложа и мэра Москвы Сергея Собянина стороны пришли к согласию.
По мере достижения договорённостей с местными властями география работы «Транспорта» расширялась. В 2016 году в приложении появились города за пределами стран СНГ: в июле «Транспорт» начал показывать движение трамваев и автобусов в Хельсинки и Тампере на основе открытых данных Регионального транспортного управления Хельсинки и предприятия общественного транспорта Tampereen seudun joukkoliikenne. В октябре в приложении появилась поддержка общественного транспорта Будапешта на основе открытых данных местного перевозчика Budapesti Közlekedési Központ. К лету 2017 года совокупная аудитория «Яндекс Транспорта» во всех городах присутствия достигла 4 миллионов человек, причём около 30 % пользователей «Транспорта» вообще не пользовались мобильными «Яндекс Картами».
Однако к 2020 году измеримая доля пользователей общественного транспорта в «Яндекс Картах» выросла, и интернет-компания вернула возможность отслеживания движения общественного транспорта. В мае 2020 года «Яндекс» прекратил поддержку отдельного приложения «Транспорт», поскольку его функции были полностью представлены в приложении «Карт». В 2021 году Яндекс Транспорт появился в сервисе Яндекс Go.

## Интерфейс и возможности
Основой интерфейса «Транспорта» была карта города с навигационными кнопками (масштаб, переход к собственному местоположению), отображением пробок, поисковая строка и меню построения маршрутов. В зависимости от транспортной инфраструктуры населённого пункта и доступности данных на карте могли быть представлены метки автобусов, троллейбусов, трамваев, маршрутных такси и других видов городского транспорта, которые перемещались в режиме реального времени. Нажатие на иконку транспортного средства выводило информацию о маршруте, на значок остановки — перечень проходящих через неё маршрутов. При поиске маршрута между двумя точками на карте приложение представляло в поисковой выдаче наиболее короткие варианты пути с подробностями об общем времени в дороге, числе пересадок, продолжительности движения пешком.
В 2017 году в «Транспорте» появились функция будильника, напоминающая пользователю о приближении к станции пересадки или конечной точке маршрута, слой станций городских велопрокатов с указанием числа доступных велосипедов и слой с автомобилями служб каршеринга. Несмотря на закрытие агрегатора «Яндекс Каршеринг» для запуска собственного каршеринга «Яндекс Драйв», компания сохранила информацию о других каршеринговых службах на соответствующем слое «Транспорта». С ноября 2017 года в Москве и Московской области приложение отдельно отмечало автобусы с низким полом, подходящие для людей с инвалидностью.

## Принцип работы
Сведения о движении транспортных средств «Яндекс» получает от организаторов перевозок, на машинах и составах которых установлены передатчики GPS/ГЛОНАСС. Вместе с координатами перевозчик передаёт «Яндексу» уникальный идентификатор транспортного средства, метку типа общественного транспорта, номер маршрута и время сигнала. «Яндекс» сверяет координаты с плановым маршрутом и при совпадении выводит метку на карту. Поскольку информация поступает с машины или состава раз в 20—60 секунд, «Яндекс» использует алгоритм-прогнозатор, который сглаживает движение метки транспортного средства по карте.

## География
На август 2018 года «Яндекс Транспорт» работал в следующих городах:

### Россия
- Барнаул
- Владивосток
- Владимир
- Волгоград
- Волжск
- Вологда
- Воронеж
- Ейск
- Екатеринбург
- Йошкар-Ола
- Казань
- Калининград
- Калуга
- Каменск-Уральский
- Кемерово и Кемеровская область
- Кострома
- Красноярск
- Курск
- Липецк
- Магнитогорск
- Москва и Московская область
- Нижний Новгород
- Новокузнецк
- Новосибирск
- Обнинск
- Омск
- Пермь
- Рязань
- Салехард
- Самара
- Петрозаводск
- Санкт-Петербург
- Саратов
- Саров
- Севастополь
- Симферополь
- Смоленск
- Тверь
- Тольятти
- Тула
- Уфа
- Хабаровск
- Ханты-Мансийск
- Челябинск
- Череповец
- Чистополь

### Белоруссия
- Барановичи
- Брест
- Витебск
- Гродно
- Кобрин
- Могилёв
- Новополоцк
- Пинск
- Пружаны
- Минск

### Казахстан
- Алма-Ата
- Астана

### Прочие страны
- Будапешт (Венгрия)
- Вильнюс (Литва)
- Дубай (ОАЭ)
- Нью-Йорк (США)
- Окленд (Новая Зеландия)
- Рио-де-Жанейро (Бразилия)
- Таллинн (Эстония)
- Тампере (Финляндия)
- Торонто (Канада)
- Хельсинки (Финляндия)
- Эдмонтон (Канада)

### Комментарии
1. ↑  Сведения приведены на основе списка городов, доступного в мобильном приложении «Яндекс.Транспорт».

### Сноски
1. ↑  Владимир Бахур. «Яндекс.Транспорт» поможет найти машину в аренду. Cnews (14 июня 2017). Дата обращения: 29 сентября 2020. Архивировано 3 марта 2021 года.
2. ↑  "Яндекс.Карты" научились прокладывать маршрут проезда на общественном транспорте. Newsru.com (2 июня 2011). Дата обращения: 29 сентября 2020. Архивировано 4 февраля 2017 года.
3. ↑  Лиза Семяновская. В Яндекс.Транспорте появились данные Москвы. Хабрахабр (29 декабря 2015). Дата обращения: 20 сентября 2020. Архивировано 1 августа 2018 года.
4. 1 2  012. Школа менеджмента — Как мы делали Яндекс.Транспорт. Лиза Семяновская на YouTube
5. ↑  Дмитрий Степанов. «Яндекс» поделился инструментом для встраивания карт в мобильные приложения. Cnews (22 марта 2018). Дата обращения: 29 сентября 2020. Архивировано 3 марта 2021 года.
6. 1 2  Святосла Леонтьев. Инструменты месяца. Обзор главных iOS-приложений марта. Hi-tech Вести (1 апреля 2014). Дата обращения: 29 сентября 2020. Архивировано 12 августа 2019 года.
7. 1 2  Инструменты месяца. Обзор главных Android-приложений марта. Hi-tech Вести (31 марта 2014). Дата обращения: 29 сентября 2020.
8. ↑  Павел Фёдоров. «Яндекс.Транспорт» покажет реальное положение автобусов на карте города. VC.ru (12 марта 2014). Дата обращения: 29 сентября 2020. Архивировано 19 июня 2018 года.
9. ↑  Майя Соерова, Марина Курганская. "Яндекс" протестирует мобильное приложение для наземного транспорта. Москва 24 (17 сентября 2014). Дата обращения: 29 сентября 2020. Архивировано 22 января 2018 года.
10. ↑  Дмитрий Колезев. «Пришли игроки в покер, говорят: хотим дать денег». Znak (30 июля 2014). Дата обращения: 10 августа 2018. Архивировано 28 февраля 2021 года.
11. ↑  Индира Пасько. Яндекс.Реальность. the Runet (25 сентября 2014). Дата обращения: 20 сентября 2020. Архивировано 13 июля 2020 года.
12. ↑  Альберт Хабибрахимов. «Яндекс.Транспорт» запустился в Финляндии. VC.ru (26 июля 2016). Дата обращения: 20 сентября 2020. Архивировано 19 июня 2018 года.
13. ↑  Альберт Хабибрахимов. «Яндекс.Транспорт» стал доступен в Венгрии вслед за Финляндией. VC.ru (11 октября 2016). Дата обращения: 29 сентября 2020. Архивировано 19 июня 2018 года.
14. ↑  Лиана Липанова. «Яндекс» объединил «Транспорт» и «Карты» в одно приложение. VC.ru (21 февраля 2020). Дата обращения: 28 сентября 2020. Архивировано 22 февраля 2020 года.
15. ↑  «Яндекс.Транспорт»: трамвай-споттинг. Hi-Tech Mail.Ru (14 марта 2014). Дата обращения: 20 сентября 2020. Архивировано 1 марта 2021 года.
16. ↑  Татьяна Короткова. «Яндекс.Транспорт» научился строить маршруты. Cnews (21 декабря 2015). Дата обращения: 20 сентября 2020. Архивировано 24 февраля 2021 года.
17. ↑  Татьяна Короткова. Будильник в «Яндекс.Транспорте» не даст пропустить нужную остановку. Cnews (27 февраля 2017). Дата обращения: 20 сентября 2020. Архивировано 24 февраля 2021 года.
18. ↑  Мир, труд и горячая вода: что вы могли пропустить за время праздников. Москва 24 (10 мая 2017). Дата обращения: 10 августа 2018. Архивировано 1 марта 2021 года.
19. ↑  Андрей Фролов. «Яндекс» закрыл свой агрегатор каршерингов после полугода работы. VC.ru (3 ноября 2017). Дата обращения: 20 сентября 2018. Архивировано 25 июня 2018 года.
20. ↑  Андрей Фролов. «Яндекс» запустит собственный каршеринг с машинами от Renault и Kia. VC.ru (8 декабря 2017). Дата обращения: 20 сентября 2018. Архивировано 17 июня 2018 года.
21. ↑  Дарья Кушнир. Как интернет-компании пытаются стать удобнее для людей с инвалидностью. Секрет фирмы (25 мая 2018). Дата обращения: 20 сентября 2018. Архивировано 16 декабря 2019 года.
22. ↑  «Яндекс» научился показывать, сколько времени ждать транспорта на остановке в Москве. Cnews (29 января 2015). Дата обращения: 20 сентября 2020. Архивировано 24 февраля 2021 года.
23. ↑  Филипп Колесник. Как это делается Как работает приложение «Яндекс.Транспорт». Афиша Воздух (17 февраля 2015). Дата обращения: 20 сентября 2020. Архивировано 14 августа 2020 года.